# Чърни Кал
Чърни Кал (на словенски: Črni Kal) е село в Словения, Обално-крашки регион, община Копер. Според Националната статистическа служба на Република Словения през 2002 г. селото има 191 жители.